# La Villa
La Villa – miasto w Stanach Zjednoczonych, w stanie Teksas, w hrabstwie Hidalgo.